# Croisade de Tedelis (1398)
La Croisade de Tedelis survenue le 27 août 1398, fut une expédition militaire menée par la Couronne d'Aragon contre le royaume de Tlemcen dans la région de Tedelis, connue aujourd'hui sous le nom de Dellys dans l'actuelle Algérie. Elle s'inscrit dans un contexte plus large de conflits entre puissances du bassin méditerranéen.

## Contexte
Le royaume de Tlemcen, était un rival régional important, et ses pirates étaient actifs dans la Méditerranée. En 1397, à la suite de l'attaque de Torreblanca au cours de laquelle des pirates tlemcéniens ont saisi la relique sacrée et capturèrent 108 prisonniers, le roi Martin d'Aragon ordonna une attaque de représailles contre Dellys, également connue sous le nom de Tedelis,, en envoyant une flotte dirigée par Joan Gascó et une armée commandée par Jaume de Pertusa.

## Déroulement
La flotte se rassembla à Ibiza, amassant une force totale de 70 navires et 7 500 croisés. La flotte prit la mer en août 1398 et atteignit avec succès Dellys, qui fut pillée, faisant environ 1 000 victimes parmi les villageois. Après le pillage, l'armée aragonaise, bien que victorieuse, rencontra des difficultés logistiques, notamment à cause du manque de ravitaillement et de mauvaises conditions de transport.
L'expédition se dirigea ensuite vers Avignon pour tenter de libérer le pape Benoît XIII d'un siège mené par Geoffroy le Meingre,dit Boucicaut, qui s'opposait au pape d'Avignon. Cependant, la flotte ne put traverser le Rhône en raison du faible niveau des eaux  et ne put fournir d'aide directe, bien qu'elle réussisse à accorder une trêve de trois mois aux assiégés.

## Conséquences
Le roi Martin Ier réussit à négocier la libération des Aragonais capturés en échange de la libération de 300 prisonniers tlemcéniens capturés lors du raid sur Dellys. L'année suivante, Martin Ier ordonna une nouvelle campagne, cette fois-ci dirigée vers Annaba également connue sous le nom de Bona.